# 837
837 је била проста година.

## Догађаји
- Википедија:Непознат датум — Владавина династије Абасида у Багдаду.

- Византијско-арапски рат: Цар Теофило предводи велику византијско-експедициону снагу у Месопотамију. Он пљачка градове Арсамосату и Созопетру — за које неки извори тврде да су родно место абасидског калифа Ел-Мутасима — и приморава Мелитену да плаћа данак.
- Словени у близини Солуна дижу устанак се против Византијског царства. Теофил предузима евакуацију неких византијских заробљеника, који су насељени у прекодунавској Бугарској.
- Пресијан I, владар (кан) Бугарског царства, шаље свог премијера Исбула против Смољана (срспко племе на територији близу реке Струме). Бугарска војска креће у кампању дуж егејских обала и осваја већи део Тракије и Македоније, укључујући тврђаву Филипи, како је забележено у Пресијановом натпису.
- Град Напуљ (данашња Италија) нападају Сарацени из Египта захтевајући годишњи данак.
- Краљ Дрест IX умире након трогодишње владавине. Наследио га је као владар Пикта његов рођак Еоганан мак Онгуса.
- 10. април – Халејева комета пролази приближно 5 милиона км од Земље, што је њен најближи прилаз икада .